# Charles Littlejohn
Pour les articles homonymes, voir Littlejohn.
Charles William Berry Littlejohn, né le 4 janvier 1889 à Nelson et mort le 4 août 1960 à Toorak, est un chirurgien et un rameur d'aviron néo-zélandais ayant participé aux Jeux olympiques sous les couleurs du Royaume-Uni.

## Carrière
Il remporte la médaille d'argent en huit aux Jeux olympiques de 1912 à Stockholm.